# Gilles Candar
Gilles Candar, né le 16 janvier 1954, est un historien français, spécialiste des XIXe et XXe siècles et des gauches françaises, enseignant et militant politique de gauche.

## Carrière et engagement politique
Il est président de la Société d'études jaurésiennes depuis 2005, à la suite de Madeleine Rebérioux, après en avoir été secrétaire général (1982-1989, et par intérim 2004-2005), directeur du bulletin Jean Jaurès (1982-1989), puis des Cahiers Jaurès (2004-2008). Il a publié plusieurs recueils de textes choisis de Jean Jaurès et, avec Vincent Duclert, une biographie de référence (2014, édition actualisée en 2024). Avec Madeleine Rebérioux (1920-2005), il est chargé de la coordination des Œuvres de Jean Jaurès chez Fayard (dix-sept volumes parus de 2000 à la fin 2023). Il est aussi membre depuis 1992 du comité de rédaction de la revue Mil neuf cent : Revue d'histoire intellectuelle et du conseil d'administration de l'association Ent'revues qui édite La Revue des revues.
Responsable du secteur éducatif du musée d'Orsay (1995-2003), il est professeur d'histoire en hypokhâgne et en khâgne (classes préparatoires littéraires) au lycée Montesquieu du Mans (Sarthe) (2006-2016) après l'avoir été au lycée Gabriel-Guist'hau de Nantes (2003-2006).
Il eut jadis une activité militante soutenue, à la Ligue des droits de l'homme (président de la section d'Antony), au PCF, puis au PS notamment. Il a été conseiller municipal socialiste d'Antony de 1989 à 1995. Il est membre du conseil politique du club Gauche avenir, des origines (2007) jusqu'à la mise en sommeil de l'association (2015).

## Publications
- Jean Jaurès, L'Intolérable (anthologie), Éditions ouvrières/de l'Atelier, 1984.
- Jean Jaurès, Libertés, EDI, 1987.Discussion
- Jean Longuet : La Conscience et l'Action (direction de colloque), PUF, collection de la Revue politique et parlementaire, 1988.
- Marcel Cachin, Carnets 1 et 2, 1906-1920, avec Christophe Prochasson, Brigitte Studer et Nicolas Werth, CNRS Éditions, 1993.
- Jaurès et les intellectuels, avec Madeleine Rebérioux, (direction de colloque), éditions de l'Atelier, 1994.
- Le Socialisme, Milan, Les Essentiels, 1996.
- Lettres de Lucien Febvre à Henri Berr, avec Jacqueline Pluet-Despatin, Fayard, 1997.
- Histoire politique de la IIIe République, La Découverte, coll. « Repères », 1999.
- Avec Madeleine Rebérioux, coordination des Œuvres de Jean Jaurès, 17 vol., Fayard (2000-…)
- Les Souvenirs de Charles Bonnier : Un intellectuel socialiste européen à la Belle Époque, Presses universitaires du Septentrion, 2001.
- Jean Jaurès, Textes choisis, L'Encyclopédie du socialisme, 2003
- Histoire des gauches en France, codirection avec Jean-Jacques Becker, La Découverte, 2004, rééd. 2005.
- Socialistes à Paris (1905–2005), avec Laurent Villate et Patrick Bloche, Créaphis, 2005.
- Jean Jaurès, Laïcité et République sociale (anthologie), avec Antoine Casanova, éditions du Cherche-Midi, 2005.
- Jean Jaurès, De l'éducation (anthologie), avec Madeleine Rebérioux, Guy Dreux, Christian Laval, Catherine Moulin, Syllepse, 2005, rééd. Le Seuil, "Points-Essais", 2012.
- Jean Longuet : Un internationaliste à l'épreuve de l'histoire, Presses universitaires de Rennes, 2007.
- Jaurès et les patrons : Le Faux et le Vrai, Essais de la Fondation Jean-Jaurès, 2008.
- Madeleine Rebérioux, Vive la République ! : Histoire, droits et combats de 1789 à la guerre d'Algérie, édité en commun avec Vincent Duclert, postface de Michelle Perrot, Démopolis, 2009.
- Paul Lafargue, Paresse et révolution : Écrits : 1880-1911, Tallandier, coll. « Texto », 2009, présentation et notes avec Jean-Numa Ducange, 2009.
- Jean Jaurès, Les années de jeunesse, 1859-1889, tome 1, avec Madeleine Rebérioux, Fayard, 2009.
- Une loi pour les retraites, avec Guy Dreux, Le Bord de l'eau, coll. « Les Voies du politique », 2010.
- La Gauche et le Pouvoir : Juin 1906 : Le Débat Jaurès / Clemenceau, avec Manuel Valls, préface de Gilles Finchelstein, Essais de la Fondation Jean-Jaurès, 2010.
- Jean Jaurès, Le passage au socialisme, 1889-1893, tome 2, avec Madeleine Rebérioux, Fayard, 2011.
- Jaurès : Du Tarn à l'Internationale, avec Jean-Numa Ducange, Vincent Duclert, Marion Fontaine et Emmanuel Jousse, Essais de la Fondation Jean-Jaurès, 2011.
- Jaurès et l'Extrême-Orient : La Patrie, les Colonies, l'Internationale, Essais de la Fondation Jean-Jaurès, 2011.
- Jean Jaurès, Justice d'abord !, anthologie Le Monde/Rue des écoles, coll. "Les rebelles" dirigée par Jean-Noël Jeanneney avec Grégoire Kauffmann, 2012.
- Jean Jaurès, avec Vincent Duclert, Fayard, 2014, Prix de la biographie (Histoire) 2014 de l'Académie française, Prix spécial 2014 dédié à la Première Guerre mondiale du jury du prix d'histoire du Sénat.
- Jean Jaurès. Une vie pour l'humanité, avec Romain Ducoulombier et Magali Lacousse, catalogue de l'exposition "Jaurès" aux Archives nationales, hôtel de Soubise à Paris, mars-juin 2014, Beaux-Arts éditions, 2014.
- Devenir socialiste : le cas Jaurès, Le Bord de l'eau, coll. "Troisième culture", 2015.
- Jean Jaurès, Laïcité et unité, 1904-1905, tome 10, avec Jacqueline Lalouette, Fayard, 2015.
- Édouard Vaillant. Le socialisme républicain, Essais de la Fondation Jean-Jaurès, 2015.
- Jean Jaurès, Bloc des gauches, 1902-1904, tome 9, avec Vincent Duclert et Rémi Fabre, Fayard, 2016.
- Madeleine Rebérioux, Pour que vive l'histoire. Ecrits, avec Vincent Duclert et Marion Fontaine, Paris, Belin, 2017.
- Octave Mirbeau, Un compagnonnage jaurésien. Ecrits de L'Humanité 1904-1910, et Scrupules, Paris, éditions d'ores et déjà, 2017 et 2018.
- Socialismes et éducation au XIXe siècle, (direction avec Guy Dreux et Christian Laval), Lormont, Le Bord de l'eau, 2018.
- Edouard Vaillant, l'invention de la gauche, Paris, Armand Colin, 2018.
- Jean Jaurès, Entraînons l'humanité dans des voies nouvelles, Paris éditions d'ores et déjà, 2019.
- Jean Longuet, Les principes de la paix, Nancy, Arbre bleu, 2019.
- Jean Jaurès, Qu'est-ce que le socialisme? Une leçon de philosophie, avec Frédéric Worms, Paris, Fayard, 2019.
- Jaurès sur la Commune, Paris, éditions d'ores et déjà, 2021.
- Jaurès et la vie future, Paris, Fondation Jean-Jaurès/éditions de l'Aube, 2021.
- Pourquoi la gauche ?, Paris, PUF, "Questions républicaines", 2022.
- Jean Jaurès, La République laïque, textes choisis et présentés par Gilles Candar, Paris, CNRS Éditions, 2022.
- Jules Renard, Nouvelles d'Humanité, Paris, éditions d'ores et déjà, 2023.

### Archives
- Inventaire du fonds d'archives de Gilles Candar conservé à La Contemporaine.